# NCS (表色系)

NCSの基本色

NCS（エヌシーエス）とは、色の知覚を表現した表色系である。正式名称はナチュラルカラーシステム（英: Natural Color System）。しばしばNCS表色系とも表記される。色の見え方で色を体系化する、顕色系と呼ばれる表色系に分類される。

## 概要
ヘリングの反対色説の6色（赤・黄・緑・青・白・黒）を基本色としている。基本色以外の色は、例えば、
- ピンク＝白＋赤
- 茶＝白＋黒＋赤＋黄

といったように基本色の配合によって表現できると考え、その割合は心理的・知覚的な数値で表示される。基本色の配合という理解しやすい体系となっている点は長所だが、表記が分かりづらく、明度や彩度がないため色票がないと実際の色をイメージしづらい点は欠点とされている。
1981年に完成した表色系で、最初のバージョンはスウェーデンの心理学者のトリグヴェ・ヨハンソン、スヴェン・ヘッセルグレンら中心となり、色を心理的尺度で表すという考え方で作られた。現在のバージョンは、スウェーデンの研究者アンダース・ハード、グンナー・トンクイスト、ラース・シヴィクらによって開発され、彼らはこの研究により1997年に国際色彩学会（AIC）のジャッド賞を受賞した。
1979年に色票「カラーアトラス」が発行され、1990年にスウェーデン工業規格（SIS）に採用される。その後ノルウェー、スペインでも規格として取り入れられ、ヨーロッパを中心に広く普及している。

## 色相（φ）

NCSの色相環

赤（R）・黄（Y）・緑（G）・青（B）・白（W）・黒（S）の有彩色4種、無彩色2種類を基本色とすることは前述のとおり。
| 色   |    |    |    |    |
| 略号 | Y  | R  | B  | G  |
| 名称 | 黄 | 赤 | 青 | 緑 |

上に挙げた有彩色4つは隣り合う色相の間に中間色9つが置かれ、基本色4つ＋中間色9色×4＝40色で色相環を形成する。以下は赤（R）から黄（Y）の間の中間色。
| 色   |   |      |      |      |      |      |      |      |      |      |   |
| 略号 | Y | Y10R | Y20R | Y30R | Y40R | Y50R | Y60R | Y70R | Y80R | Y90R | R |

中間色の表記は数値両側の色の割合を示し、「Y20R」であれば『Y：R＝80％：20％』であることを意味する。

## 黒色度・白色度と純色度

G30Yの等色相面

NCSの等色相面は黒色度（blackness、s）・白色度（whiteness、w）を底辺、純色度（chromaticness、c）を頂角とする二等辺三角形となっている。黒色度・白色度はそれぞれ「理想的な黒（白）への類似度」、純色度は「理想的な色への類似度」を意味する。マンセル表色系やPCCSのような「明度」「彩度」の概念は存在せず、明度は黒色度、彩度は純色度が類似的に表現している。以下は、赤（■ R）の等色相面のイメージ。
| 黒色度10 | ※  |    |    |        |  |
| 黒色度10 | ※  |    |    |        |  |
| 30       |    |    |    |        |  |
|          |    |    |    |        |  |
| 50       |    | ★  | ※  |        |  |
| 50       |    | ★  | ※  |        |  |
| 70       |    |    | 90 | 純色度 |  |
| 70       | 70 |    |    |        |  |
| 90       |    | 50 |    |        |  |
| 90       | 30 |    |    |        |  |
|          | 10 |    |    |        |  |

黒色度は無彩色に近い色を基準に、同じ黒色度の色が最も黒に近い色から等しい距離に並んでいる（※印の2つは同じ黒色度）。純色度は縦方向に同じ数値が並んでいる。例えば★印の色であれば、黒色度30、純色度50である。なお、図に白色度は表記していないが、黒色度・白色度・純色度の総和は100であるため計算で導くことは容易であるため、白色度は表記しないことが多い。
等色相面は全ての色相で同じであり、色立体はオストワルト表色系にも似た上下対称のきれいな二重円錐形となっている。純色・黒色・白色の混色という考え方もオストワルト表色系と共通しており、NCSはオストワルト表色系の後継ともいわれる。
なお、純色の場合は純色度100（黒色度＝白色度＝0）であり、等色相面上の座標としては二等辺三角形の頂点に位置する。無彩色の場合は純色度0（黒色度＋白色度＝100）であり、等色相面上の座標としては二等辺三角形の底辺が該当する。

## 色の表記方法
基本的な表記方法は、Standardの頭文字「S」を付して『S 黒色度 純色度-色相』。前述の理由により白色度は表記しない。
黒色・白色を含まない純色（「フルクロマチックカラー」と呼ぶ）の場合は『黒色度 純色度』の部分にchromaticnessの「C」を用いて『S C-色相』と表記し、無彩色の場合は『純色度』を「00」に『色相』を「N」として『S 黒色度 00-N』と表記する。
以下は実際の表記例。
| 色 | 表記        |
| -- | ----------- |
|    | S C-Y20R    |
|    | S 5040-G80Y |
|    | S 5000-N    |